# Ernest Stenson-Cooke
Ernest Stenson-Cooke (ur. 5 października 1874 w Londynie, zm. 19 listopada 1942 w Guildford) – brytyjski szermierz (florecista i szpadzista). Członek brytyjskiej drużyny olimpijskiej w 1912 roku.

## Biografia
Oprócz kariery szermierza był również żołnierzem. Należał do ochotniczej jednostki wojskowej London Rifle Brigade. W 1901 dołączył do klubu sportowego, gdzie trenował angielski system samoobrony o nazwie baritsu.
Podczas I wojny światowej służył w jednostce 8th Essex Territorials. W 1931 napisał autobiograficzną książkę pt. This Motoring - Being the Romantic Story of the Automobile Association (ISBN 978-1125868041). W 1933 otrzymał Odznakę Rycerza Kawalera za zasługi dla promocji związku motorowego The Automobile Association (AA).